# Asienspiele 2022/Schwimmen
Bei den Asienspielen 2022 wurden vom 24. September bis 7. Oktober 2023 insgesamt 33 Wettbewerbe im Schwimmen ausgetragen, davon je 20 bei den Männern und bei den Frauen sowie ein gemischter Wettbewerb. Austragungsorte waren das Hangzhou Olympic Sports Park Aquatics Center für die Bahnwettbewerbe und das Chun’an Jieshou Sports Centre im Freiwasserschwimmen.
Erfolgreichste Nation war Gastgeber China, dessen Sportler 30 von 43 Wettbewerben gewannen. Dahinter folgten die Mannschaften Südkoreas, Japans und Hongkongs.

## Bilanz

### Medaillenspiegel
| Platz  | Land              | Gold | Silber | Bronze | Gesamt |
| ------ | ----------------- | ---- | ------ | ------ | ------ |
| 1      | China             | 30   | 22     | 10     | 62     |
| 2      | Südkorea          | 6    | 6      | 11     | 23     |
| 3      | Japan             | 5    | 11     | 15     | 31     |
| 4      | Hongkong          | 2    | 2      | 3      | 7      |
| 5      | Chinesisch Taipeh | —    | 1      | —      | 1      |
| 5      | Singapur          | —    | 1      | —      | 1      |
| 7      | Kasachstan        | —    | —      | 2      | 2      |
| 7      | Vietnam           | —    | —      | 2      | 2      |
| Gesamt | Gesamt            | 43   | 43     | 43     | 129    |

### Medaillengewinner
Männer
| Disziplin           | Gold                                                                                         | Silber                                                                                            | Bronze                                                                                             |
| ------------------- | -------------------------------------------------------------------------------------------- | ------------------------------------------------------------------------------------------------- | -------------------------------------------------------------------------------------------------- |
| 50 m Freistil       | Ji Yu-chan                                                                                   | Ian Yentou Ho                                                                                     | Pan Zhanle                                                                                         |
| 100 m Freistil      | Pan Zhanle                                                                                   | Wang Haoyu                                                                                        | Hwang Sun-woo                                                                                      |
| 200 m Freistil      | Hwang Sun-woo                                                                                | Pan Zhanle                                                                                        | Lee Ho-joon                                                                                        |
| 400 m Freistil      | Kim Woo-min                                                                                  | Pan Zhanle                                                                                        | Nguyễn Huy Hoàng                                                                                   |
| 800 m Freistil      | Kim Woo-min                                                                                  | Fei Liwei                                                                                         | Nguyễn Huy Hoàng                                                                                   |
| 1500 m Freistil     | Fei Liwei                                                                                    | Kim Woo-min                                                                                       | Shōgo Takeda                                                                                       |
| 50 m Rücken         | Xu Jiayu                                                                                     | Wang Gukailai                                                                                     | Ryōsuke Irie                                                                                       |
| 100 m Rücken        | Xu Jiayu                                                                                     | Ryōsuke Irie                                                                                      | Lee Ju-ho                                                                                          |
| 200 m Rücken        | Xu Jiayu                                                                                     | Lee Ju-ho                                                                                         | Hidekazu Takehara                                                                                  |
| 50 m Brust          | Qin Haiyang                                                                                  | Sun Jiajun                                                                                        | Choi Dong-yeol                                                                                     |
| 100 m Brust         | Qin Haiyang                                                                                  | Yan Zibei                                                                                         | Choi Dong-yeol                                                                                     |
| 200 m Brust         | Qin Haiyang                                                                                  | Dong Zhihao                                                                                       | Ippei Watanabe                                                                                     |
| 50 m Schmetterling  | Baek In-chul                                                                                 | Teong Tzen Wei                                                                                    | Adilbek Mussin                                                                                     |
| 100 m Schmetterling | Katsuhiro Matsumoto                                                                          | Wang Changhao                                                                                     | Adilbek Mussin                                                                                     |
| 200 m Schmetterling | Tomoru Honda                                                                                 | Wang Kuan-hung                                                                                    | Chen Juner                                                                                         |
| 200 m Lagen         | Wang Shun                                                                                    | Qin Haiyang                                                                                       | Daiya Seto                                                                                         |
| 400 m Lagen         | Tomoru Honda                                                                                 | Daiya Seto                                                                                        | Wang Shun                                                                                          |
| 4 × 100 m Freistil  | ChinaPan Zhanle Chen Juner Hong Jinquan Wang Haoyu Wang Shun Wang Changhao Yang Jintong      | SüdkoreaJi Yu-chan Lee Ho-joon Kim Ji-hun Hwang Sun-woo Yang Jae-hoon Lee Yoo-yeon Kim Young-beom | JapanKatsumi Nakamura Katsuhiro Matsumoto Taikan Tanaka Tomonobu Gomi Shinri Shioura               |
| 4 × 200 m Freistil  | SüdkoreaYang Jae-hoon Lee Ho-joon Kim Woo-min Hwang Sun-woo Lee Yoo-yeon Kim Gun-woo         | ChinaWang Shun Niu Guangsheng Wang Haoyu Pan Zhanle Fei Liwei Hong Jinquan Zhang Ziyang           | JapanHidenari Mano Tomoru Honda Taikan Tanaka Katsuhiro Matsumoto So Ogata                         |
| 4 × 100 m Lagen     | ChinaXu Jiayu Qin Haiyang Wang Changhao Pan Zhanle Wang Shun Yan Zibei Sun Jiajun Wang Haoyu | SüdkoreaLee Ju-ho Choi Dong-yeol Kim Young-beom Hwang Sun-woo Cho Sung-jae Kim Ji-hun Lee Ho-joon | JapanRyōsuke Irie Yuya Hinomoto Katsuhiro Matsumoto Katsumi Nakamura Daiki Yanagawa Naoki Mizunuma |
| 10 km Freiwasser    | Zhang Ziyang                                                                                 | Lan Tianchen                                                                                      | Park Jae-hun                                                                                       |

Frauen
| Disziplin           | Gold                                                                                 | Silber                                                                                        | Bronze |
| ------------------- | ------------------------------------------------------------------------------------ | --------------------------------------------------------------------------------------------- | --- |
| 50 m Freistil       | Zhang Yufei                                                                          | Siobhan Bernadette Haughey                                                                    | Cheng Yujie |
| 100 m Freistil      | Siobhan Bernadette Haughey                                                           | Yang Junxuan                                                                                  | Cheng Yujie |
| 200 m Freistil      | Siobhan Bernadette Haughey                                                           | Li Bingjie                                                                                    | Liu Yaxin |
| 400 m Freistil      | Li Bingjie                                                                           | Ma Yonghui                                                                                    | Waka Kobori |
| 800 m Freistil      | Li Bingjie                                                                           | Waka Kobori                                                                                   | Yang Peiqi |
| 1500 m Freistil     | Li Bingjie                                                                           | Gao Weizhong                                                                                  | Yukimi Moriyama |
| 50 m Rücken         | Wang Xueer                                                                           | Wan Letian                                                                                    | Miki Takahashi |
| 100 m Rücken        | Wan Letian                                                                           | Wang Xueer                                                                                    | Lee Eun-ji |
| 200 m Rücken        | Peng Xuwei                                                                           | Liu Yaxin                                                                                     | Lee Eun-ji |
| 50 m Brust          | Tang Qianting                                                                        | Satomi Suzuki                                                                                 | Siobhan Bernadette Haughey |
| 100 m Brust         | Reona Aoki                                                                           | Satomi Suzuki                                                                                 | Yang Chang |
| 200 m Brust         | Ye Shiwen                                                                            | Kwon Se-hyun                                                                                  | Runa Imai |
| 50 m Schmetterling  | Zhang Yufei                                                                          | Yu Yiting                                                                                     | Rikako Ikee |
| 100 m Schmetterling | Zhang Yufei                                                                          | Ai Soma                                                                                       | Wang Yichun |
| 200 m Schmetterling | Zhang Yufei                                                                          | Yu Liyan                                                                                      | Hiroko Makino |
| 200 m Lagen         | Yu Yiting                                                                            | Ye Shiwen                                                                                     | Kim Seo-yeong |
| 400 m Lagen         | Yu Yiting                                                                            | Ageha Tanigawa                                                                                | Mio Narita |
| 4 × 100 m Freistil  | ChinaYang Junxuan Cheng Yujie Wu Qingfeng Zhang Yufei Li Bingjie Yu Yiting Liu Yaxin | JapanNagisa Ikemoto Chihiro Igarashi Rikako Ikee Rio Shirai                                   | HongkongCamille Cheng Siobhan Bernadette Haughey Tam Hoi Lam Stephanie Au Natalie Kan                                          |
| 4 × 200 m Freistil  | ChinaLiu Yaxin Cheng Yujie Li Bingjie Li Jiaping Wu Qingfeng Ge Chutong Yang Peiqi   | JapanRio Shirai Nagisa Ikemoto Waka Kobori Miyu Namba Mio Narita Hiroko Makino                | SüdkoreaKim Seo-yeong Hur Yeon-kyung Park Su-jin Han Da-kyung Lee Eun-ji Jeong So-eun                                          |
| 4 × 100 m Lagen     | JapanMiki Takahashi Reona Aoki Ai Soma Nagisa Ikemoto Hiroko Makino                  | SüdkoreaLee Eun-ji Ko Ha-ru Kim Seo-yeong Hur Yeon-kyung Kim Hye-jin Park Su-jin Jeong So-eun | HongkongStephanie Au Siobhan Bernadette Haughey Natalie Kan Tam Hoi Lam Cindy Cheung Hoi Kiu Lam Hoi Ching Yeung Camille Cheng |
| 10 km Freiwasser    | Wu Shutong                                                                           | Airi Ebina                                                                                    | Sun Jiake |

Mixed
| Disziplin       | Gold                                                                                           | Silber                                                                                                | Bronze                                                                                |
| --------------- | ---------------------------------------------------------------------------------------------- | --- | ------------------------------------------------------------------------------------- |
| 4 × 100 m Lagen | ChinaXu Jiayu Qin Haiyang Zhang Yufei Yang Junxuan Wang Shun Yan Zibei Wang Yichun Cheng Yujie | JapanRyōsuke Irie Yuya Hinomoto Ai Soma Nagisa Ikemoto Hidekazu Takehara Ippei Watanabe Hiroko Makino | SüdkoreaLee Eun-ji Choi Dong-yeol Kim Seo-yong Hwang Sun-woo Lee Ju-ho Hur Yeon-kyung |